# زاك تايلور (لاعب كرة قاعدة)
زاك تايلور (بالإنجليزية: Zack Taylor)‏ هو لاعب كرة قاعدة أمريكي، ولد في 27 يوليو 1898 في يولي في الولايات المتحدة، وتوفي في 19 سبتمبر 1974 في أورلاندو في الولايات المتحدة بسبب نوبة قلبية.

## وصلات خارجية
- زاك تايلور على موقعبيزبول رفرنس.كوم (الدوري الرئيسي) (الإنجليزية)
- زاك تايلور على موقعبيزبول رفرنس.كوم (الدوري الثانوي) (الإنجليزية)
- زاك تايلور على موقع جمعية أبحاث البيسبول الأمريكية (الإنجليزية)
- زاك تايلور على موقع قاعة فلوريدا للمشاهير الرياضية (الإنجليزية)